# Sint-Petruskerk (Etten-Leur)

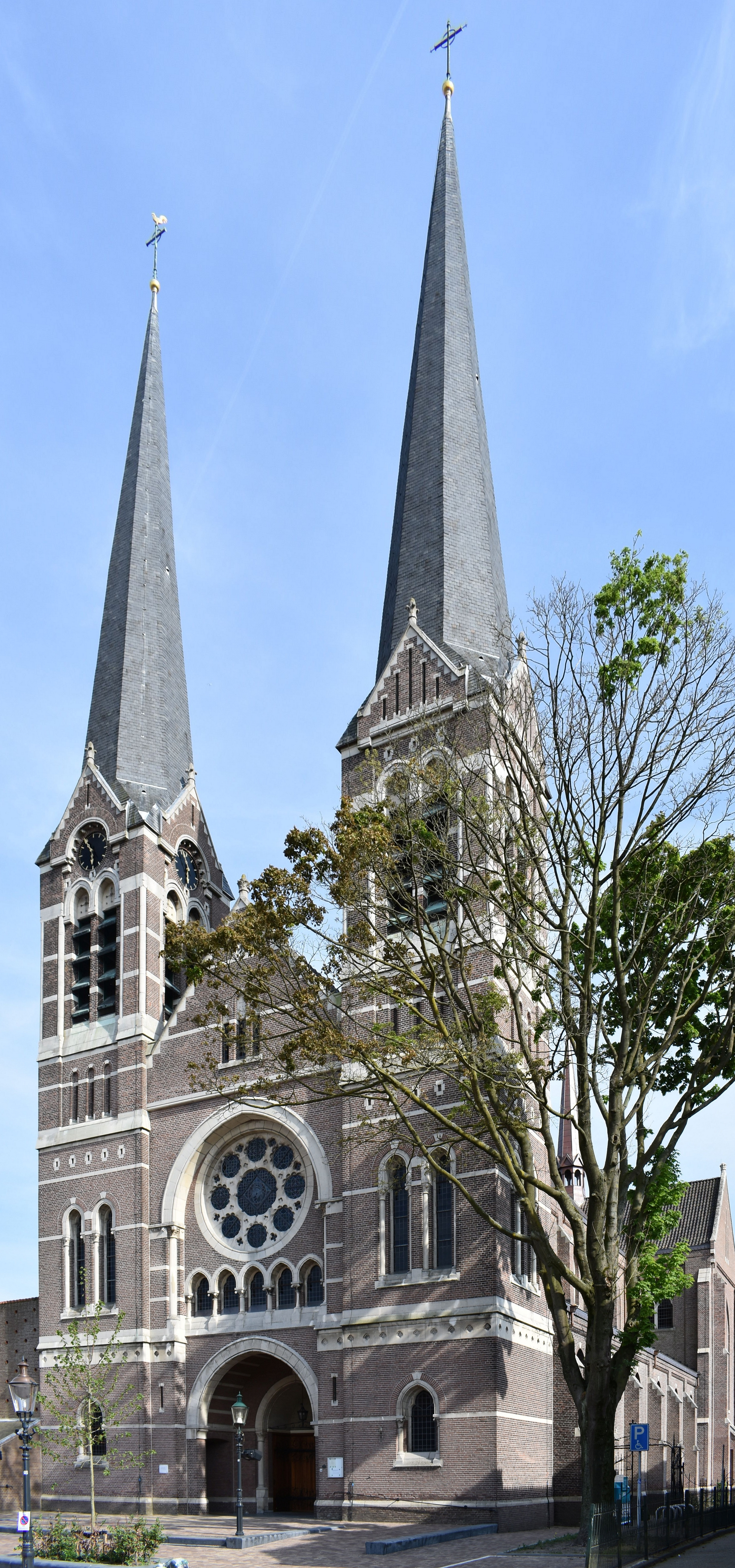
Etten-Leur, Sint-Petruskerk

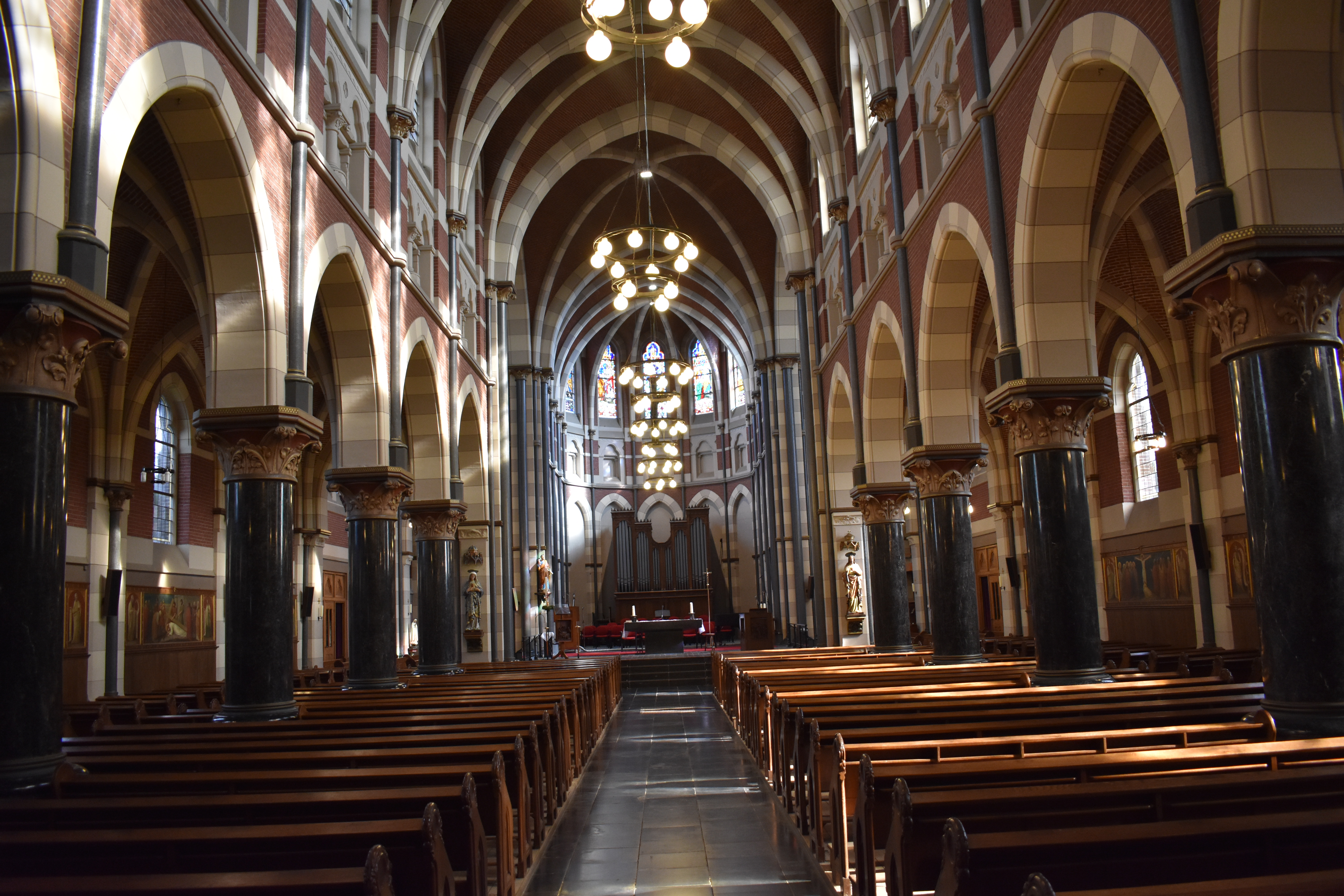
Innenraum

Die römisch-katholische Sint-Petruskerk in Etten-Leur ist eine neugotische kreuzförmige Basilika mit zwei Kirchtürmen mit achteckigen Spitzen, fertiggestellt 1889 nach einem Entwurf von P. J. van Genk. Die Kirche ist seit dem Jahr 1976 als Rijksmonument eingestuft.
Die Kirche wurde 1889 geweiht. Sie hat ein dreischiffiges Langhaus. Der nach Süden ausgerichtete Chor hat einen fünfseitigen Abschluss. An ihn sind zwei Seitenkapellen und eine Sakristei angefügt.
Hinter der Kirche befindet sich ein Friedhof.